# トライアル (オートバイ)

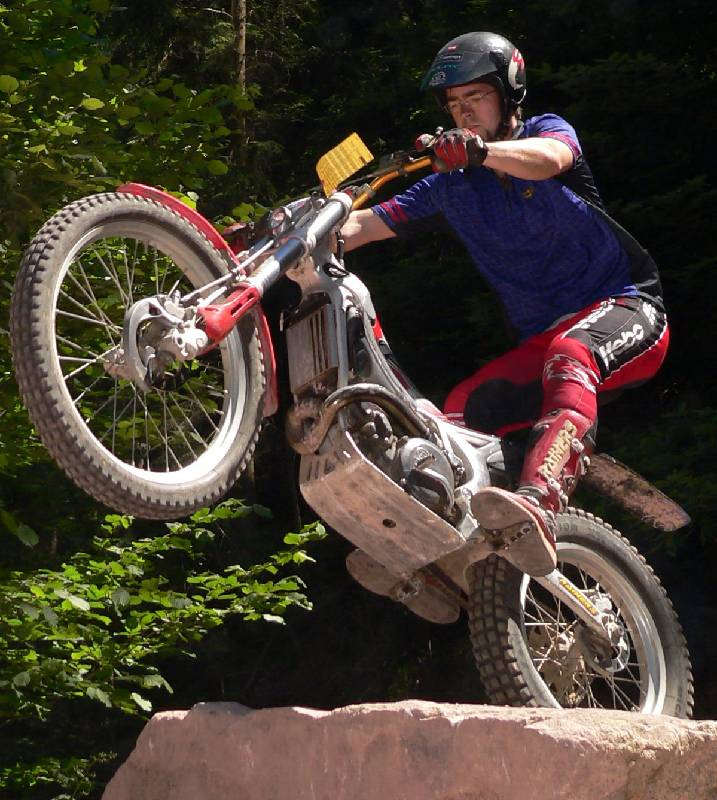
トライアル競技でセクションに挑むライダー。

トライアル (Observed trials, Motorcycle trials) は、高低差や傾斜が複雑に設定されたコースを、オートバイに乗ったままで走り抜けることができるかを競うオートバイ競技である。

## 概要
規定時間内であれば速度は重視されず、代わりに足を一切地面につけないまま止まったり、急斜面を駆け上がったり、岩や土管のような障害物をジャンプして登るあるいは飛び越えたりする必要がある、バランス感覚と集中力が勝敗の鍵を握る競技である。世界選手権などに参戦するトップライダーともなれば、長時間足をつかずにオートバイを停止させる、ほぼ垂直な壁を登る、フロントを上げたまま岩場を飛び回る、足を付かずにバックなども可能である。
公道で見るような市販バイクとは異なり、骨格レベルで極限まで軽量化した、トライアル専用のマシンが用いられる。メーカーも一般に知られるブランドより、トライアルに特化した技術を持つ事業者が製造する場合が多い。
屋外で行われるアウトドアトライアルと、少数の人工的に製作されたセクションをスタジアムやアリーナなどの屋内施設に設置して行われるインドアトライアルの2種類が存在し、選手権も別個に存在する。

## ルール

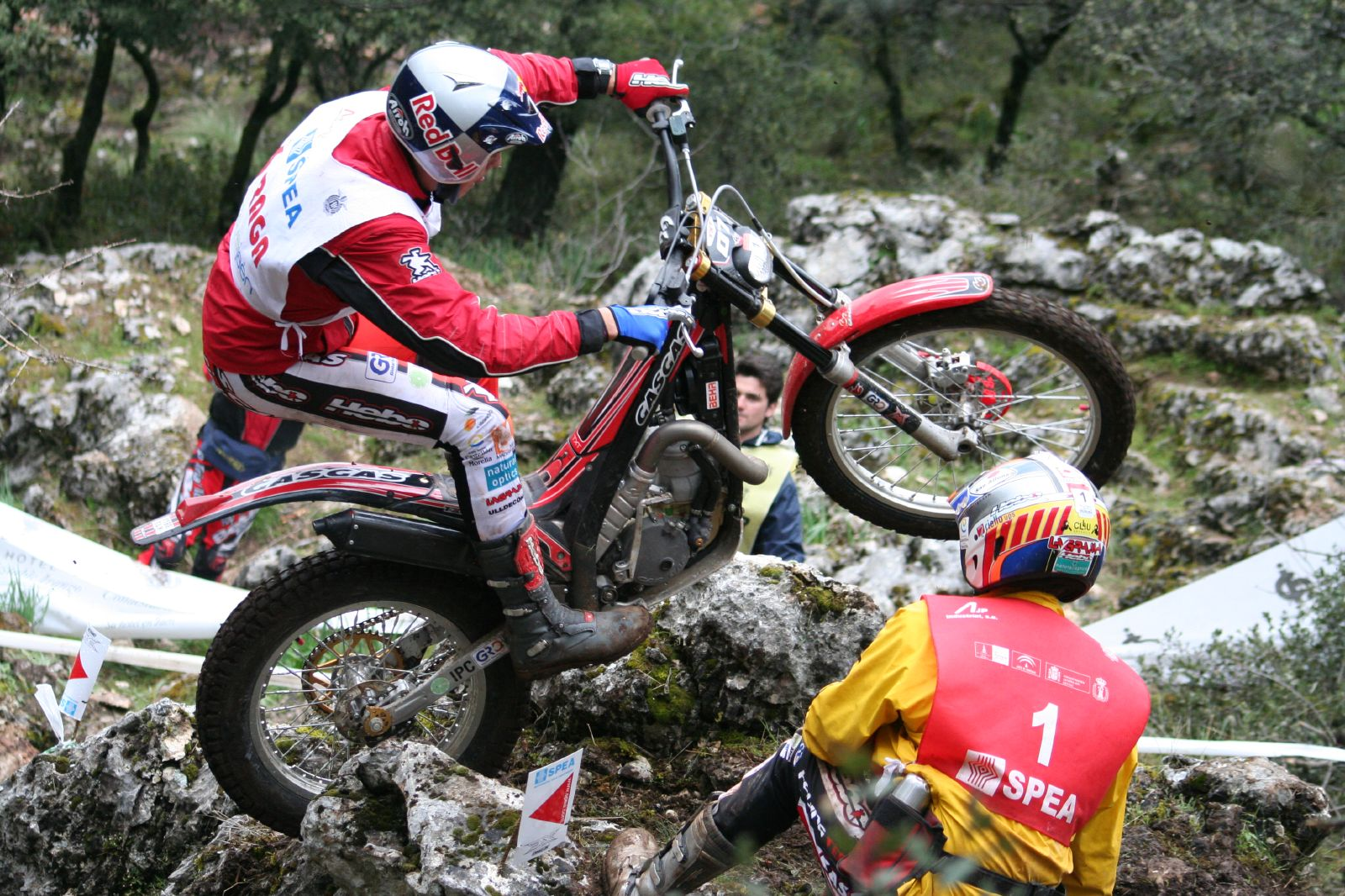
2007年のトライアル世界選手権で、セクション挑戦中のアダム・ラガ。手前の赤いビブスを着用した人物がマインダー。

予め定められた競技時間（コースや大会によって異なるが、世界選手権で5時間から6時間）の間に、セクションと呼ばれる採点区間（通常10-15のセクションを2-3回走行する）を走行し、セクション毎に0～5点の範囲で減点を行う。セクション通過中に足を1回つくと1点減点、2回つくと2点減点、3回以上は3点減点になる。指定されたセクションのエリアを飛び出したり転倒した場合、足をついた状態でエンジンを停止させた場合、各セクション通過持ち時間（世界選手権1分30秒、全日本選手権1分など）以内にセクションを通過出来なかった場合、セクション内で車両がバックした場合、セクション通過を放棄した場合は5点減点となる。セクションを減点0で通過することをクリーンと呼ぶ。また、定められた競技時間内に全セクションを通過してゴールに到着できなかった場合、ゴールした時点での超過時間に応じたタイムペナルティが減点に加算される。こうして、全セクション終了時点で減点合計が一番少ない者が勝者となる。
セクションは自然の地形を利用するものから人工的なものまでさまざまであり、コースの右側に赤いマークを、左側に青いマークを置く。オートバイの前輪が、複数の赤と青のマークの間を通らなければならない。セクションのエリアを明確にするため、補助的にコーステープを敷設する場合もある。
また、セクション内には原則として競技者であるライダー以外の立ち入りは禁止であるが、例外としてマインダーと呼ばれる競技補助者が1名立ち入ることが許される。マインダーはライダーの走行するルートをライダーと共に考えたり、走行ルートに先回りをして路面状況などの情報やセクション内での時間経過をライダーに伝えたり、転倒などの際にライダーの身に危険が及びそうな場所では、万一の際にバイクを支えられるように用意したりするなど、ライダーのセクション走破を陰から支える役割を担う。
なお、トライアルは他のモーターサイクルレースとは異なり、基本的に排気量によるクラス分けがない。これは、排気量が大きくなればパワーは向上するが、その分車重が重くなり扱いにくくなるといったように、単純に排気量の大小がバイクの優劣、ひいてはセクションの走破に決定的な役割を及ぼさないためである。そのため、競技においては250-300ccを中心として、さまざまな排気量のバイクが混走する。またライダーが自分のスタイルや技量に合った排気量を選択できるように、同じ車体を用いながら排気量を細かく設定しているメーカーもある。

## 歴史
バイクという乗り物が生まれたばかりの頃、初めてのオートバイ競技としてイギリスを中心に「トライアル」と名の付く競技イベント（SSDT、ISDEなど）が複数誕生したが、これらはいずれもバイクの耐久性を試す目的の「試練（＝Trial）」としてのトライアルであり、実態としては公道を移動しながら未舗装の公道を中心とした各競技区間で行われる、現在でいうエンデューロに近い競技であった。ただし当時のバイクの性能を考えれば、現在のバイクなら難なくクリアできるような道と距離でも完走は難しかったため、当時は十分「トライアル」足りえた。またルールとしては、速さ以外にも耐久性やバイク自体の性能（ブレーキテストなど）を含めて勝敗が決まる採点競技であった。
1960年代に入ると競技用バイクの技術は一気に飛躍し、その分トライアルも難易度が高まり、エンデューロとの差別化が進んだ。そして1968年にトライアル欧州選手権とエンデューロ欧州選手権（後のトライアル世界選手権とエンデューロ世界選手権）がそれぞれ誕生し、両者の違いが明確になった。ただし1988年に分割が決定されるまで、FIM内におけるトライアルとエンデューロを管轄する委員会は同一の組織（Trial/Enduro Committee, "CTE"）であった。そうした経緯から現在のエンデューロにもトライアルの要素は多分に含まれており、特にトライアルの要素を全面に押し出した「ハードエンデューロ」（エクストリームエンデューロ）は高い人気を集めている。
1973年に国内でも全日本トライアル選手権が誕生。さらに1975年にトライアル世界選手権、1984年にトライアル・デ・ナシオン、2001年にインドアトライアル世界選手権が順次発足し、メジャー化が進んだ。

## 選手権・イベント

### 世界選手権

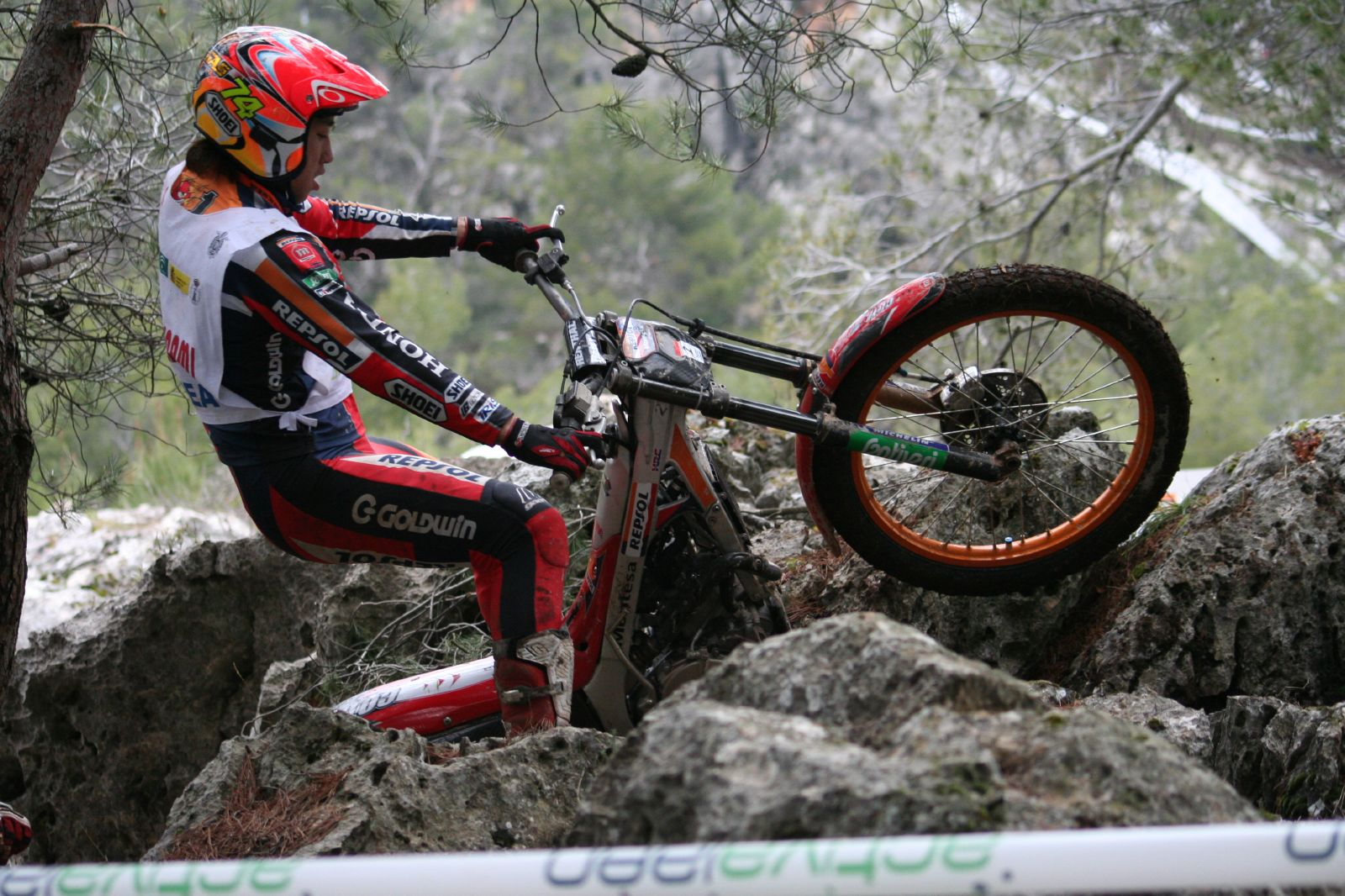
2007年トライアル世界選手権に参戦する藤波貴久

トライアル世界選手権は1975年から欧州選手権が始まった。初代世界チャンピオンはマーチン・ランプキン（イングランド）。息子のドギー・ランプキンも1997年から7年連続世界チャンピオン、世界選手権通算99勝を達成した。2023年現在、世界選手権ではトニー・ボウが絶対王者として君臨しており、2007年から世界選手権を17連覇、2018年には参戦200戦目にして前人未到の通算イベント100勝を達成した。
2001年からは屋内開催のインドアトライアル世界選手権も開催されており、2005年に行われたワールドゲームズでは公開競技に採用された。こちらでもトニー・ボウが絶対王者であり、2023年までに屋外と併せて34連覇という凄まじい記録を打ち立てている。2022年にはアウトドア・インドア併せて通算イベント200勝を達成した。
ヨーロッパを中心に人気があるトライアル世界選手権も、マシンの進化やライダーのテクニックの向上により、近年ではますますセクション難易度が高まる傾向にある。観客動員増を目論んだ2日間制競技も、転戦するファクトリーやライダーへの負担が大きく、より巨大なチームに有利な状況を作り出してしまい、若手やプライベーターが好成績を望む事が難しくなるなど、自動車レースと似たような状況に陥ってしまった。それによって現在では世界選手権への参加台数が減少する傾向が顕著になってきた。事態を憂慮したFIMでは、2000年度より若手の登竜門クラスとして世界選手権にジュニアクラスを、2004年度よりユース125クラスを新設、さらにコスト削減を目的に2006年度からは、ヨーロッパ地域での世界選手権は1日制大会に戻した。また、セクション難易度の上昇による参加者減少に対処する為、ノーストップ・ルールの再導入も検討されている。
日本人としては、2004年のトライアル世界選手権で藤波貴久（モンテッサ・ホンダ）が唯一の世界選手権王者記録となっている。また下位クラスのジュニア世界選手権では、2002年に野崎史高（スコルパ・ヤマハ）がタイトルを獲得した。このように二輪オフロード競技の中でもトライアルは、日本人ライダーが国際イベントで比較的上位を狙える可能性が高いカテゴリとなっている。

### 著名な海外イベント
世界選手権と並行して、1984年からは国別対抗戦としてトライアル・デ・ナシオンが開催されている。ここではスペインが絶対的な強さを見せており、イギリスやフランス、日本がスペインに挑む形となっている。2023年に日本勢は初となる金メダルを獲得した。
世界最古のトライアルイベントとしては、イギリスのスコットランドで行われるスコティッシュ6日間トライアル（Scottish Six-Days Trial:SSDT）がある。文字通り6日間という長期にわたって行われるこの競技会は、通常のトライアル競技会のように一定の敷地内にセクションを固めて設置するのではなく、スコットランドの各地に分散してセクションを設置し、セクション間の移動は競技車が公道を自走して移動する形で行われる。このような競技形態をツーリングトライアルやロング・ディスタンス・トライアル（長距離トライアル）といい、歴史の項目で述べた通り今日のエンデューロの原型となった。

### 日本の選手権・イベント
日本では、1973年にMFJ主催の第1回全日本トライアル選手権が始まる。初代全日本チャンピオンは木村治男（ヤマハ）である。全日本選手権は全国を転戦し、現在では年間7～8戦開催されている。小川友幸は2023年までに前人未到の13連覇を達成した。
全日本選手権を頂点として、日本各地を8ブロック（全道・東北・関東・中部・近畿・四国・中国・九州）に区切った地方選手権も開催されている。地方選手権の下では各県大会が開催され、上位選手権への登竜門としての性格を持っているが、最近では楽しみとしてのトライアル大会を望む声が多く、岩手県で毎年行われる出光イーハトーブトライアルをはじめとして、気軽に楽しめる各地のツーリングトライアルや草トライアル大会が賑わいを見せている。

## 競技車両

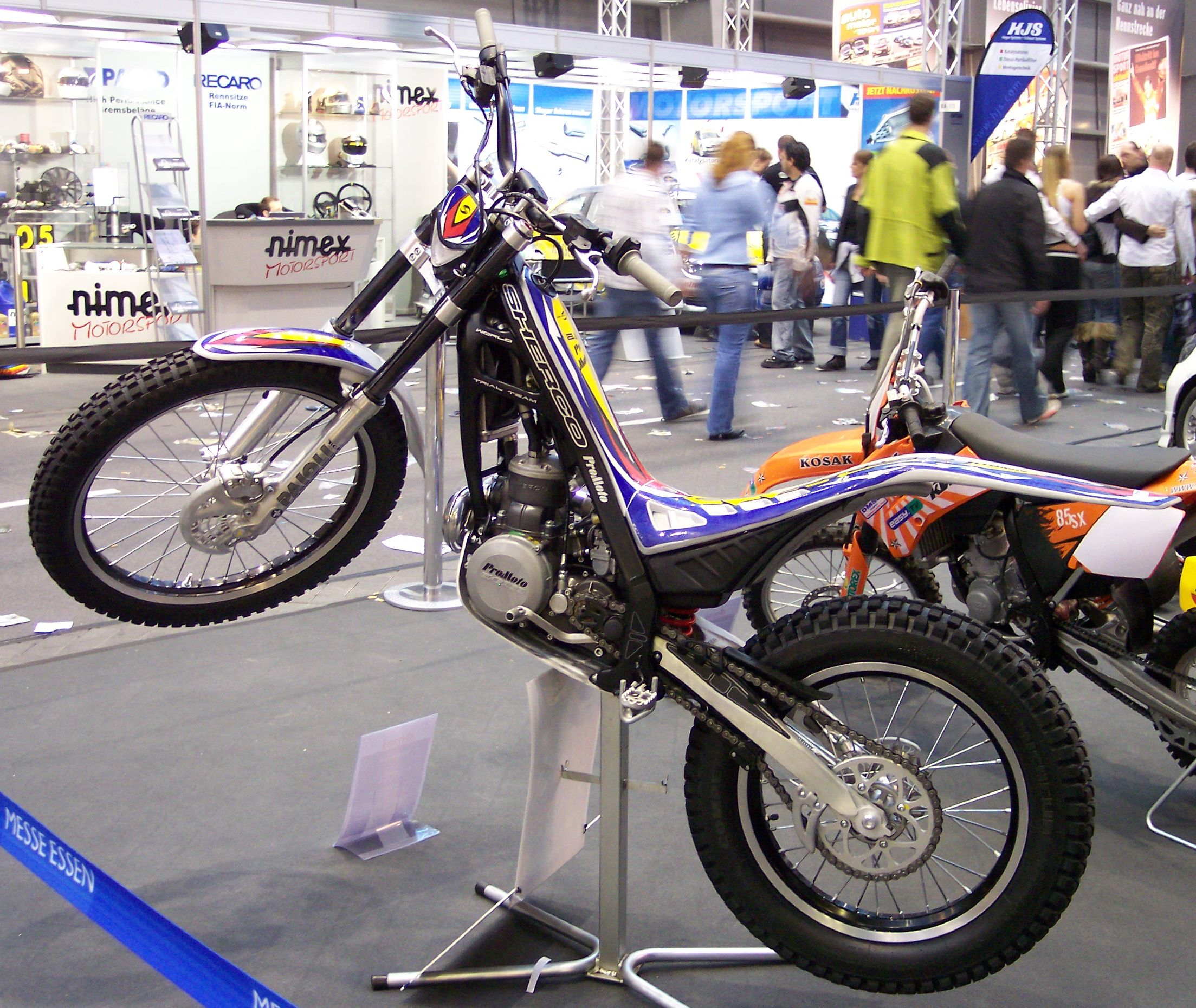
座席すら廃された、シェルコ製の競技用トライアルバイク。

トライアルバイク（トライアラーともいう）は、いわばオートバイの基本構造だけを残す形まで極端に簡略化・軽量化されたオートバイである。

### エンジン
静止状態からの加速や低回転域のトルクを重視した特性を与えられた軽量・コンパクトな単気筒エンジンをほとんどの車種で搭載する。
競技が誕生した時点では4ストロークエンジンが主流だった。戦後に軽量な空冷2ストロークエンジンが主流となったが、低速・低回転時におけるトラクションの良さやエンジン技術の進化に加え、2ストロークエンジン特有の排気ガスの環境への影響などを考慮した結果、現在は250cc前後の中排気量車を中心に、水冷4ストロークエンジンを搭載するバイクが増えている。トニー・ボウは2023年までホンダの4ストロークエンジンを搭載したモンテッサで17連覇を達成している。
またエンジンとガソリンタンクの代わりにモーターと大容量バッテリーを搭載した電動トライアルバイクの開発もヤマハやガスガスなどのメーカーで進められており、2017年からはトライアル世界選手権に電動トライアルバイクだけが参加できるEクラスが設けられている。

### 車体関係
フレーム
フレーム形状はダイヤモンドフレームかクレードルフレームを採用する車両が多い。素材は鉄（主にクロモリ鋼）かアルミニウムだが、形状・素材にかかわらず、走破性を高めるためにフレーム剛性を単純に高めるよりもある程度の柔軟性を持ったフレームとなっている。エンジン搭載部の下部には、セクションとの接触に備えて大型のプロテクターを装備する。
ステップ周り
トライアルライダーはセクションイン前にあらかじめどのギアを使用してセクションを攻略するかを決めており、通常セクショントライ中はギアを変速することはない。そのためギアのチェンジペダルは不用意にブーツが当たって変速しないように、ステップから離して設置されている。ステップは、普通のオートバイと比べて高い位置にあり、ライダーがスタンディングポジション（ステップペダルに立った状態）をとる事によってさらに高重心の状態となる。この高い重心に加えてライダー自身の重心移動によって、ライダーはバランスを上手にとりながら転倒することなくセクションを走破する。
ハンドル
ハンドルは幅広で、ステアリングの切れ角は普通のオートバイと比較して格段に大きい。これもライダーがバイク上でバランスを取りやすくするためである。
サスペンション
サスペンションは、微妙な操作によって車上でバランスをとり、操作を直接タイヤに伝えるようにするために、ストロークは短くセッティングも固めである。
燃料タンク
燃料タンクは3〜4リットル程度の容量しかもたない。これは、コースを周回する間だけエンジンに燃料を供給すればよいからであり、転倒や落下で破損したときの被害を抑えるためでもある。
シート
シートはもっぱらスタンディングポジションでの操作を前提とするので、立った状態で邪魔にならない小型のものが装備される。競技専用車に至っては、リアフェンダー部にシートの絵が描いてあるだけのものもある。
タイヤ
タイヤはトライアル競技専用のトライアルパターンと呼ばれる、モトクロッサーに似た凹凸の激しいブロックパターンのタイヤが装着される。しかし、形状こそ似ているものの、トライアル用タイヤはあらゆる路面状況に対応するため、モトクロッサー用タイヤに比べてかなり柔らかい。また、不整地でタイヤの接地面積を増やして大きなグリップ力を得るために、通常のバイクよりもかなり低い空気圧（簡単に指で押し込める程度）で装着される。
車重
セクショントライ中の取り回しや操作性を考慮して、各種軽金属や炭素繊維・ポリカーボネートなどを使用して非常に軽量に作られている。また、同様の理由から重量物の徹底的な集中化やばね下重量の軽量化も図られている。世界選手権などで使用する競技用のバイクでは乾燥重量は約70キログラム前後。入門用の排気量50ccのものでは60キログラムを切るものもある。
その他
競技専用車は保安部品を備えておらず、そのままでは公道を走行することはできない。しかし、法律により公道を走行しない車両でも灯火類の装備を義務付けている国（ヨーロッパの一部地域）もある。また、公道を自走して移動する必要があるツーリングトライアルでは、保安部品を装着して公道走行が可能なように登録を受けたトライアルバイクしか出走できない。
かつては国内4大メーカーの全てがトライアルバイクを製造していた時期もあったが、現在公道走行可能な車種は新車では発売されていない。なお、レース専用モデルとしてホンダから競技専用車は発売されている。ヤマハでは発売こそされていないものの、トライアルバイクでレース参戦をしている。公道走行可能なトライアルバイクの新車は、モンテッサ、ガスガス、ベータ、シェルコ、スコルパ、オッサ、チスパなど外国車に限られる。

## 装具
トライアルはモトクロスやエンデューロと同じオフロードで行われる競技であるが、ライダーの装備はそれらとは大きく異なっている。
ヘルメットは、顎の部分を守るチンガードを廃した、いわゆるジェット型ヘルメットを用いる。これは、トライアルはモトクロスやエンデューロに比べて絶対的な競技速度域が低いためにチンガードはさして重要ではなく、それよりもチンガードを廃することによってより広い視界を確保したほうが競技面でも安全面でも有利なためである。前頭部にはバイザーが装備されているが、これも視界確保のために他のオフロード用ヘルメットに比べて短いものが装備される。そして、側頭部には外部の声や音を聞き取るために穴やスリットが開けられている。また、ゴーグルは視界の妨げになるために荒天時でも基本的には装着しない。
服装は、一般的にはモトクロスやエンデューロ用のジャージにレーシングパンツを装着することが多いが、生地により柔軟性を持たせて動きやすさに重点を置いたトライアル専用のジャージやパンツも発売されている。さらに全日本選手権スーパークラスや世界選手権クラスの選手の中には、より動きやすさを求めて、薄手の生地で作られた身体に密着するワンピースタイプのジャージを着用する選手も多い。グローブは、より繊細かつ微妙なクラッチ・ブレーキ操作を可能にするために薄手のものを用いる。動きやすさを重視するためプロテクターは基本的に装着せず、装着してもライダーの動きを妨げない小型のものをジャージの下から肘や膝に装備する程度である。
ブーツは、外見こそモトクロス用やエンデューロ用に酷似しているが、セクションの下見などで不整地を歩くことが多い関係上、プロテクション効果よりも歩きやすさを重視した柔軟性の高いものとなっている。

## その他

### スタントとしてのトライアル
- 特撮番組『仮面ライダークウガ』においては、トライアル選手の成田匠・亮兄弟がバイクスタントを担当し、バイクアクションで直接敵を打撃する様々な技を披露した。クウガのバイク・トライチェイサー2000などの撮影用ベースになったのは、ガスガス社のパンペーラ250。これはトライアル用バイクのTXT250に大容量タンクとシート、アップフェンダーを装着した市販モデルで、中身はトライアル車そのものだった。
- トライアルバイクを使ったシーンが印象的な瞬間接着剤のコマーシャルがあった。内容は、前輪を持ち上げて走行（ウィリー走行）し、前輪を柱に当てて停止すると前輪が柱に接着され、ライダーが降りてもオートバイは倒れずにそのまま立っている、というものであった（1988～1989年の東亞合成アロンアルフアのTVCF[14]）。このとき実演していたトライアル国際A級ライダー（当時）の工藤靖幸はウィリーキングと呼ばれ、1991年5月5日に日本自動車研究所高速周回路で、ウィリー走行による連続走行距離の世界記録となる331.019kmを樹立している。
- 2006年に全日本チャンピオン黒山健一がゲータレードのTVCFで、ジャックナイフ走行（後輪を持ち上げた状態で走行する）を披露している。

### 業務用としてのトライアル
- 災害救助を担う静岡市オフロードバイク隊では、HONDA TLM220、ヤマハ・セロー225WE、ホンダ・TLM220など、トライアル競技用やそれに近い車種を配備している。またヘルメット（周囲の音を聞き取りやすい）とブーツ（徒歩でも歩きやすい）もトライアル競技用を利用している。